# Jan Józef Stadnicki
Jan Józef Stadnicki herbu Szreniawa bez Krzyża (ur. ?, zm. 16 grudnia 1766) – doktor praw,  poseł na sejmy, chorąży grabowiecki, dziekan krakowskiej kapituły katedralnej w latach 1764–1767, kanonik krakowski.

## Życiorys
Ukończył Akademię Krakowską. W latach 1732–1738 uczestniczył w poselstwie swego brata Franciszka w Turcji. W 1738 roku dostał nominację na urząd chorążego grabowieckiego. Był posłem na sejm w 1740 roku i 1750 roku z województwa bełskiego.
Po śmierci trzeciej żony w 1757 roku wybrał życie duchowne. Zrezygnował z szarż wojskowych i chorąstwa grabowieckiego. W 1760 roku został kanonikiem krakowskim. W 1764 roku uzyskał tytuł doktora praw. W tymże roku uzyskał na dziakana kapituły.
Był właścicielem Żabna i Michałówki w województwie bełskim.
Po śmierci został pochowany w Odporyszowie.

## Życie rodzinne
Był synem Józefa Antoniego Stadnickiego i Zofii z domu Borzym-Makowieckiej h. Pomian. Miał rodzeństwo: Aleksandra, chorążego grabowieckiego, Franciszka, chorążego lubaczowskiego, podstolego buskiego, Katarzynę, Eufrozynę, Joannę, Annę, Justynę, Szymona i Michała Jana.
Był trzykrotnie żonaty
- z Zuzanną z domu Dembińską h. Nieczuja nie zostawił potomstwa
- z Krystyną z domu Dzierżek h. Nieczuja miał syna Michała, starostę wojnickiego, kawalera Orderu Świętego Stanisława
- z Antoniną z domu Olszańską h. Ślepowron miał 5 dzieci: Antoniego, Alojzego, Walentego, Józefa i Kunegundę, późniejszą żonę Franciszka Witalisa Żeleńskiego, kasztelana Biecza, posła na Sejm Wielki.